# تروک تپه ۱
تروک تپه ۱ مربوط به دوره ساسانیان است و در شهرستان ساری، بخش چهاردانگه، دهستان چهاردانگه، روستای بالاده واقع شده و این اثر در تاریخ ۲۶ اسفند ۱۳۸۶ با شمارهٔ ثبت ۲۱۹۳۸ به‌عنوان یکی از آثار ملی ایران به ثبت رسیده است.